# Buick Enclave GMT967
Der Buick Enclave der ersten Generation ist ein von 2007 bis 2017 hergestelltes Sport Utility Vehicle der amerikanischen Marke Buick aus dem General-Motors-Konzern.

## Modellhistorie
Grundlage für das Design des Enclave war 2003 die Studie Centieme, die erstmals auf der North American International Auto Show (NAIAS) präsentiert wurde.
Die Vorstellung einer seriennahen Konzeptstudie, die schon den Namen Enclave trug, fand auf der NAIAS 2006 statt. Auf der LA Auto Show im selben Jahr wurde schließlich das Serienmodell gezeigt.
Er teilte sich ab dem Modelljahr 2008 als technische Basis die Lambda-Plattform von GM mit den Modellen Chevrolet Traverse, GMC Acadia und Saturn Outlook. Letzterer wurde mit dem Verschwinden der Marke Saturn 2011 eingestellt. Im Modellangebot von Buick ersetzte der Enclave die SUV-Modelle Rendezvous und Rainier sowie die Großraumlimousine Terraza.
Zum Modelljahr 2013 wurde das Fahrzeug überarbeitet.
In Nordamerika wurde die erste Generation des Buick Enclave zum Modelljahr 2018 vom Buick Enclave C1XX abgelöst. In China war die Website für die erste Generation bis 2018 online, bei Pressemeldungen hinsichtlich Verkaufszahlen scheint das Modell jedoch seit Juni 2015 nicht mehr auf.

### Facelift
Der Buick Enclave wurde zum Modelljahr 2013 hin einer großen Modellpflegemaßnahme unterzogen, das überarbeitete Modell wurde am 3. April 2012 auf der New York International Auto Show vorgestellt. Während die Technik unverändert blieb, wurden das Innen- und Außendesign des Fahrzeuges grundlegend überarbeitet, wobei die analoge Uhr im Cockpit erhalten blieb.
Der Enclave erhielt hierbei neu gestaltete Xenonscheinwerfer samt LED-Tagfahrlicht, eine neugestaltete Frontschürze, sowie Heckleuchten mit LED-Lichtleitern.
Der Innenraum wurde hauptsächlich durch neue Bedienelemente für die Klimaautomatik, neue Holzzierelemente und ein serienmäßiges GM-IntelliLink-Infotainmentsystem aufgewertet, wodurch das Interieur weitaus moderner wirkt.

Die Sicherheitsausstattung wurde durch einen neuentwickelten „Front Center Airbag“ ergänzt, der an der Innenseite des Sitzes angebracht ist und bei Kollisionen helfen soll, einen Zusammenstoß der Passagiere zu verhindern und somit das Verletzungsrisiko minimieren. Er ist für alle Modelle des Enclave serienmäßig.

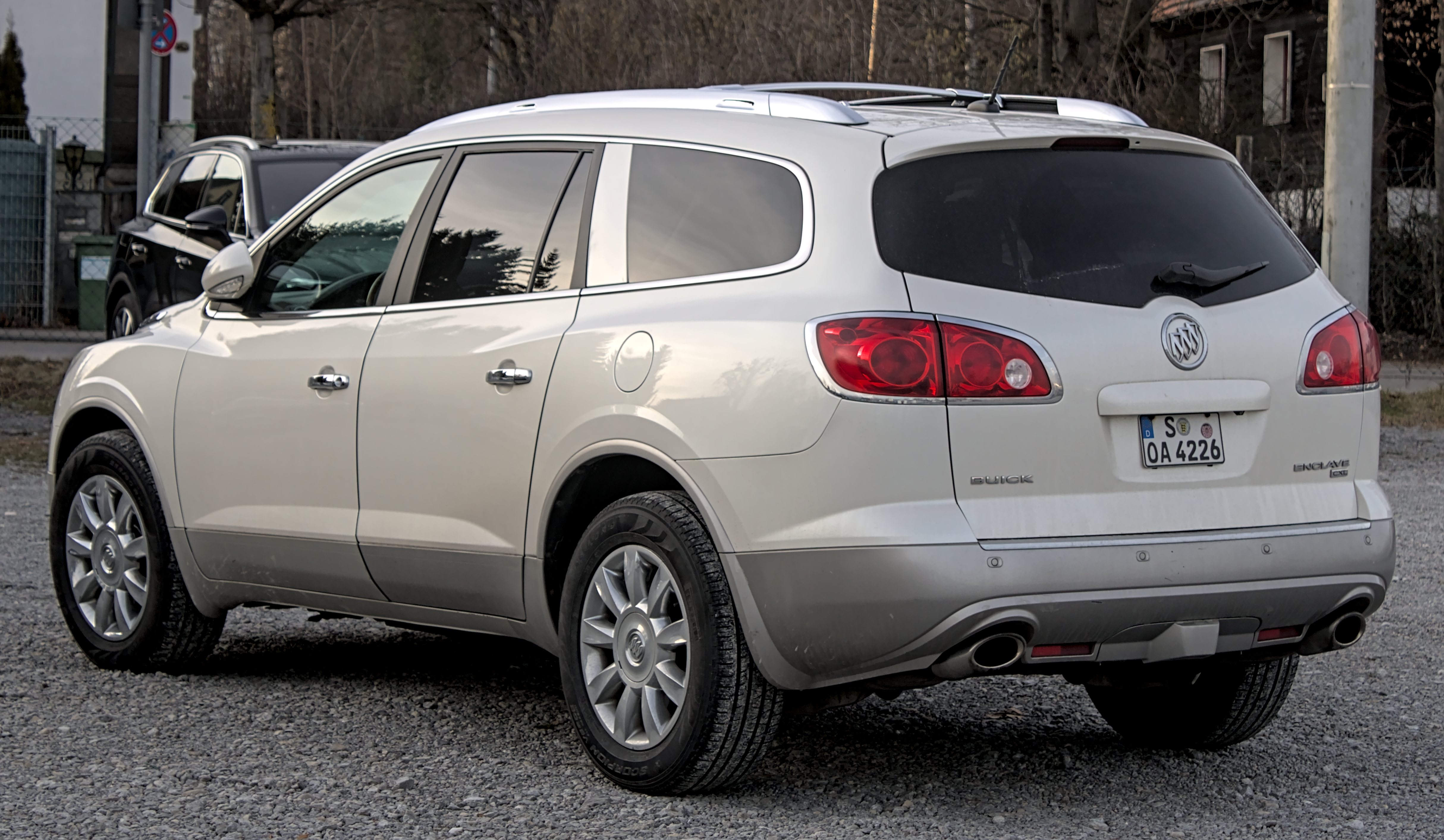
Heckansicht
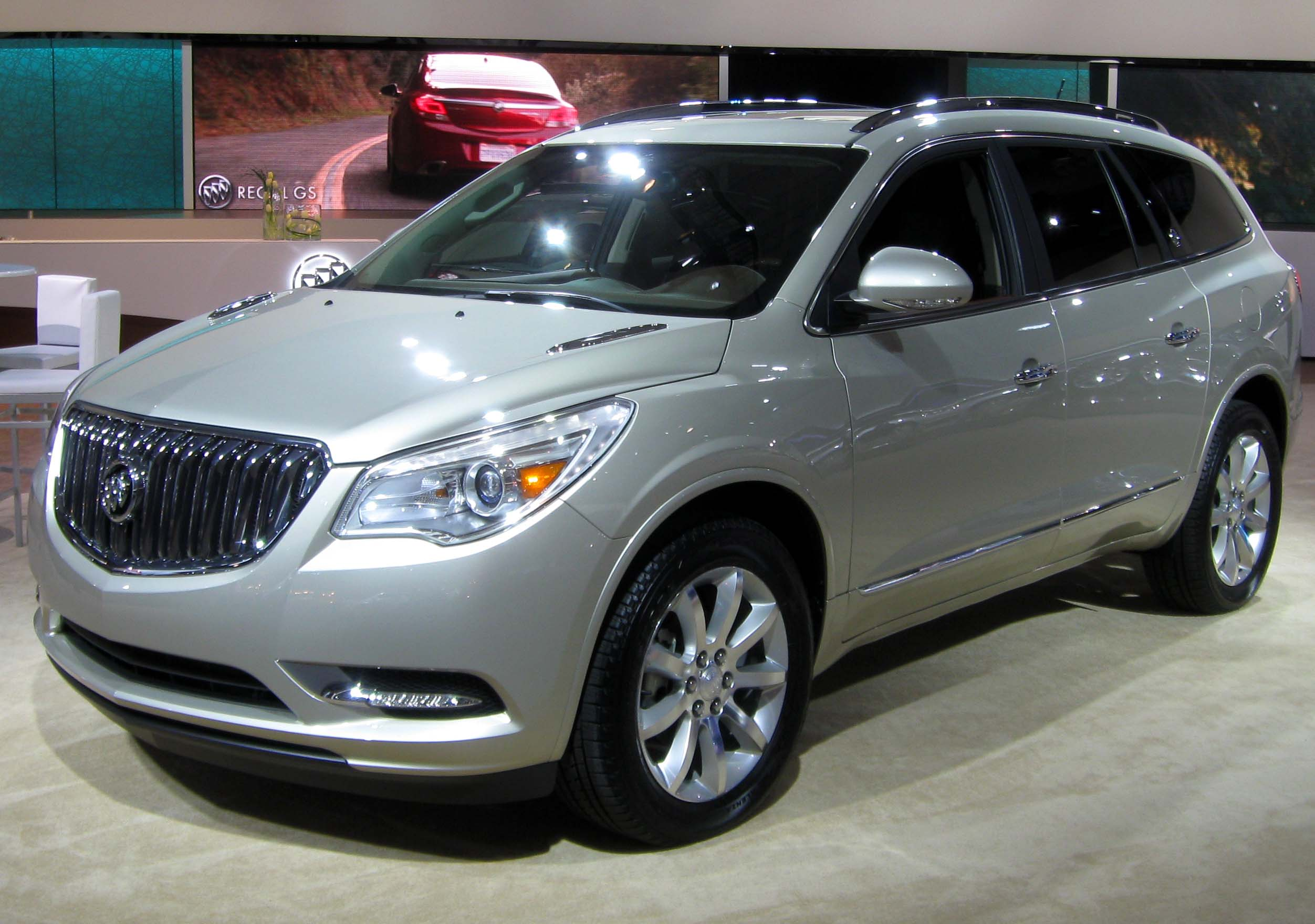
Facelift (2013–2017)
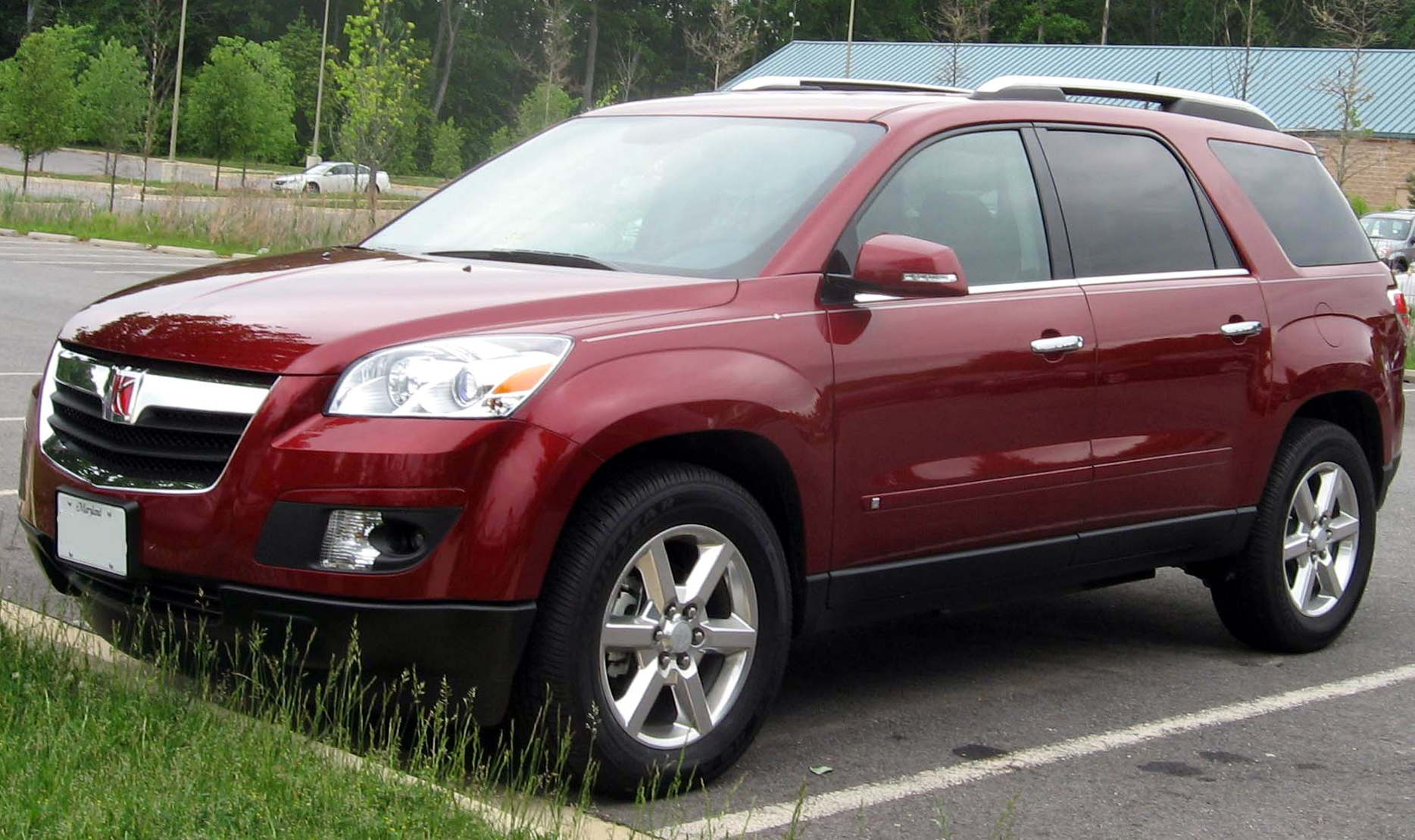
Saturn Outlook (2006–2011)
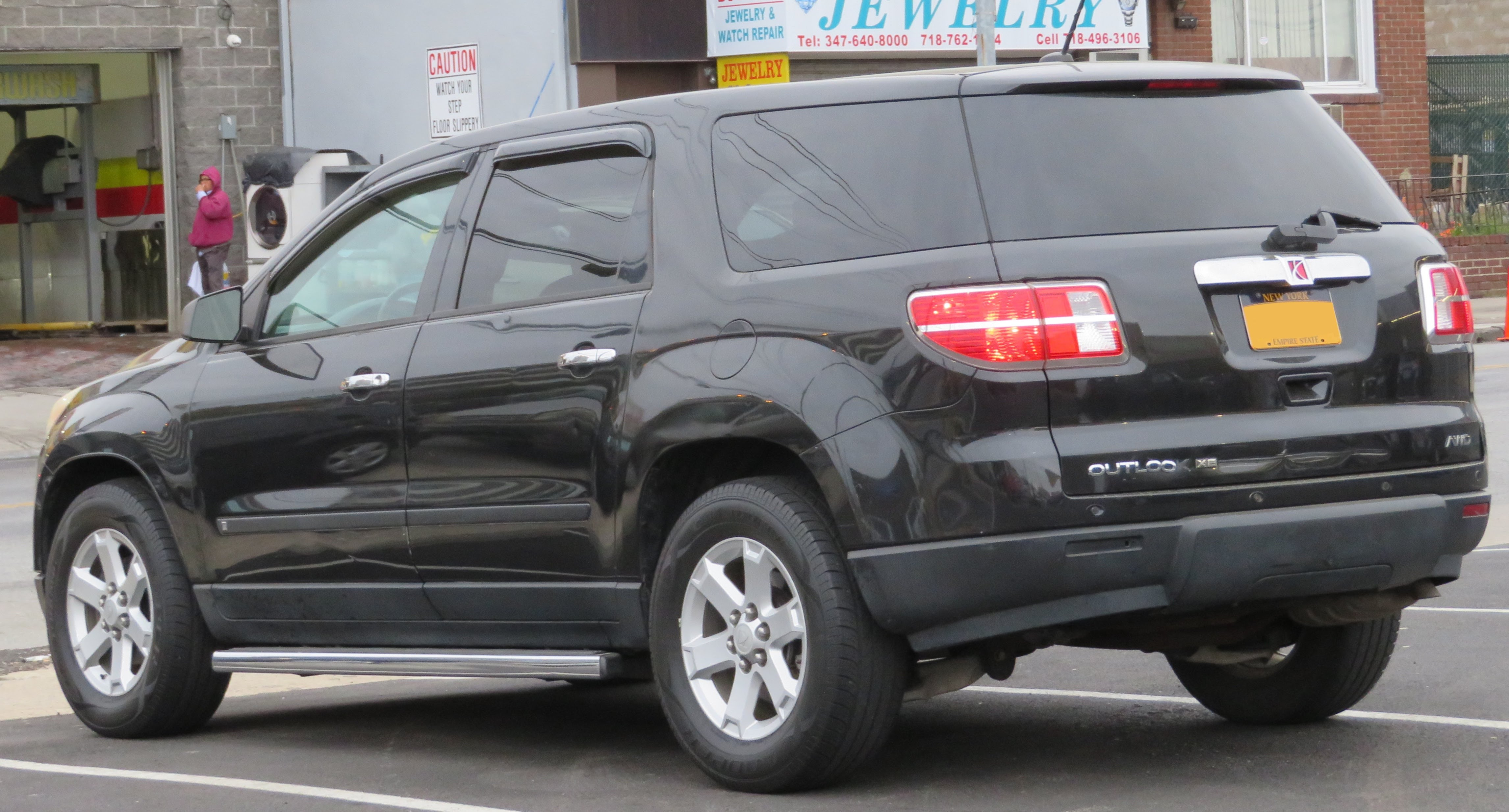
Heckansicht

## Produktion
Das Modell wurde ab 2007 bis ins Kalenderjahr 2017 im GM-Werk Delta Township bei Lansing (Michigan) gebaut. 2015 war ein weißer Buick Enclave das zweimillionste Fahrzeug, das in dieser Fabrik gebaut wurde.

## Fahrzeugeigenschaften
Im Innenraum bietet der Buick Enclave auf drei Sitzreihen Platz für sieben Personen. Angetrieben wird das entweder mit Vorder- oder optional mit Allradantrieb ausgestattete Fahrzeug von einem 3,6-Liter-V6-Ottomotor mit einer maximalen Leistung von 205 kW (275 hp) im ersten Modelljahr (Motorcode LY7), ab dann von 215 kW (288 hp) (Motorcode LLT). Zwischen Motor und Antriebsstrang ist ein 6-Stufen-Automatikgetriebe.

### Ausstattung
Das Ausstattungsniveau ist bei allen Enclave-Modellen hoch, daher ist der Enclave als „Luxusausführung“ der GM-Lambda-Plattform höher positioniert und dementsprechend teurer als seine Konzernbrüder Chevrolet Traverse und GMC Acadia.
Ab Modelljahr 2012 wurden die Ausstattungsvarianten von „CX“ und „CXL“ umbenannt in „Convenience“, „Leather“ und „Premium“.
Die Basisausstattung „Convenience Group“ ist bereits gut ausgestattet, zum Serienumfang gehören hier u. a. das IntelliLink-Radio mit Touchscreen, USB-Anschluss und XM-Radio, Bordcomputer, 3-Zonen-Klimaautomatik, elektrisch verstellbarer Fahrersitz, 18-Zoll-Aluminiumräder, elektrisch öffen- und schließbare Heckklappe, Xenonscheinwerfer, Rückfahrkamera und Einparkhilfe für den Heckbereich.
Darauf folgt die „Leather Group“. Sie umfasst zusätzlich elektrisch verstellbare Ledersitze mit Sitzheizung, Totwinkelwarnsystem (BLIS) und 19-Zoll-Aluminiumräder.
Die höchste Ausstattungslinie ist die „Premium Group“. Sie enthält zusätzlich ein Bose-Audiosystem, Kollisionswarner, Spurhalteassistent, Sitzkühlung vorn sowie eine elektrisch verstellbare Lenksäule.
Wahlweise sind für alle Enclavemodelle ein Navigationssystem, ein Entertainmentsystem für die Rücksitze und ab „Premium Group“ ein Panoramaschiebedach.
Die Serienausstattung wurde in Nordamerika lediglich zum Modelljahr 2014 durch zwei USB-Auflademöglichkeiten für Smartphones in der zweiten Reihe ergänzt.
Farben:
| Solid Galaxy White | Metallic Melange Beige | Metallic Poly Silver | Mica Denim Blue | Mica Imperial Blue | Metallic Mint Green | Metallic Dark Turquiose | Metallic Sunset Orange | Solid Super Red | Mica Red Rock | Mica Pearl Black |

### Sicherheit
Beim für das Modelljahr 2008 mit dem GMC Acadia durchgeführten Crashtest des IIHS wurde das Fahrzeug im Versuch „Moderate overlap front“ mit „Good“ bewertet, beim US-NCAP-Crashtest als Chevrolet Traverse im Jahr 2011 erhielt es fünf Sterne in der Gesamtwertung.

## Technische Daten
|                            | 3.6 V6                   | 3.6 V6 SIDI              |
| -------------------------- | ------------------------ | ------------------------ |
| Bauzeitraum                | 2007–2018                | 2008–2017                |
| Motorkenndaten             |                          |                          |
| Motorart                   | Ottomotor                | Ottomotor                |
| Motorbauart                | V6                       | V6                       |
| Motoraufladung             | –                        | –                        |
| Gemischaufbereitung        | Saugrohreinspritzung     | Benzindirekteinspritzung |
| Hubraum                    | 3564 cm³                 | 3564 cm³                 |
| max. Leistung bei min−1    | 205 kW (275 hp) / 6600   | 215 kW (288 hp) / 6300   |
| max. Drehmoment bei min−1  | 340 Nm / 3200            | 366 Nm / 3400            |
| Kraftübertragung           |                          |                          |
| Antrieb, serienmäßig       | Vorderradantrieb         | Vorderradantrieb         |
| Antrieb, optional          | Allradantrieb            | Allradantrieb            |
| Getriebe, serienmäßig      | 6-Gang-Automatikgetriebe | 6-Gang-Automatikgetriebe |
| Messwerte                  |                          |                          |
| Höchstgeschwindigkeit      |                          | 174 km/h                 |
| Beschleunigung, 0–100 km/h |                          | 8,7 s                    |
| Tankinhalt                 | 83 l                     | 83 l                     |